# Kelanga
Kelanga is een bestuurslaag in het regentschap Natuna van de provincie Riau-archipel, Indonesië. Kelanga telt 881 inwoners (volkstelling 2010).